# Годеон
Годеон (швед. Gådeån) — мала річка на півночі Швеції, у лені Вестерноррланд. Довжина річки становить 45 км,  площа басейну  — 292,7 км². 
Площа басейну річки Годеон, яку займає водна поверхня річок і озер становить 6,6 %. Більшу частину басейну річки — 82,4 % — займають ліси, території сільськогосподарського призначення займають 8,2 % площі басейну, болота — 2,2 %. На території басейну розташовано 18 озер, найбільшими річками басейну є Годеон і Бронсон (швед. Brånsån). 